# Aggrey Chiyangi
Aggrey Chiyangi (ur. 5 czerwca 1964) – zambijski piłkarz występujący na pozycji obrońcy.

## Kariera klubowa
W swojej karierze występował między innymi w zespole Power Dynamos.

## Kariera reprezentacyjna
W reprezentacji Zambii zadebiutował w 1993 roku. W 1994 roku znalazł się w drużynie na Puchar Narodów Afryki. Zagrał na nim w spotkaniach ze Sierra Leone (0:0), Wybrzeżem Kości Słoniowej (1:0), Senegalem (1:0), Mali (4:0) i Nigerią (1:2), a Zambia zajęła 2. miejsce w turnieju.
W 1996 roku Chiyangi ponownie został powołany do kadry na Puchar Narodów Afryki. Wystąpił na nim w meczach z Burkina Faso (5:1), Tunezją (2:4) i Ghaną (1:0), a Zambia zakończyła turniej na 3. miejscu.